# Pravice (przystanek kolejowy)
Pravice – przystanek kolejowy w Pravicach, w kraju południowomorawskim, w Czechach. Położony jest na linii Brno - Hrušovany nad Jevišovkou. Znajduje się na wysokości 215 m n.p.m.
Jest zarządzany przez Správę železnic. Na przystanku istnieje możliwości zakupu biletów i rezerwacji miejsc.

## Linie kolejowe
- 244 Brno - Hrušovany nad Jevišovkou